# Малый Полюхов
Малый Полюхов (укр. Малий Полюхів) — село в Перемышлянской городской общине Львовского района Львовской области Украины.
Население по переписи 2001 года составляло 161 человек. Занимает площадь 0,87 км². Почтовый индекс — 81242. Телефонный код — 3263.